# Aiguille de Rochefort
A Aiguille de Rochefort é um cume no Maciço do Monte Branco que se situa entre as Grandes Jorasses e o Dent du Géant, na fronteira França-Itália, mais precisamente entre o departamento Alta Saboia, França e o Vale de Aosta, Itália. O itinerário ideal é a partir do Refúgio Torino que se encontra a 3371 m. 
A montanha é citada nos n.º 33 e 73 das 100 mais belas corridas de montanha, e, com 4001 m de altitude, tem direito a fazer parte dos cumes dos Alpes com mais de 4000 metros. 
A primeira ascensão teve lugar a 12 de agosto de 1873 por James Eccles com Alphonse e Michel Payot.

## Características
Normalmente parte-se do Refúgio Torino, a 3371 m, e atravessa-se o Tabuleiro do Gigante para se atingir a Aresta de Rocheford com os seguintes valores:
- Altitude min/máx.: 3371 m / 4001 m
- Desnível: + 800 m
- Desnível das dificuldades: 600 m
- Orientação principal: S
- Cotação global: AD